# 大張偉
張偉（ダー・チャンウェイ、ダジャンウェイ中国語: 张伟、1983年8月31日 - )
は、中国の歌手、ソングライター、ミュージシャンである。Wowkie ZhangやWowkie Da、大張偉の名でも知られる。
中国のロックバンド花兒楽隊の元ボーカル、ギタリスト。

## 経歴
1983年8月31日、中国･北京で生まれる。
1998年、ロックバンド・花兒楽隊を結成。
2009年に花兒楽隊は解散となり、以降はソロで活動。